# Phanoderma annulocaudatum
Phanoderma annulocaudatum is een rondwormensoort uit de familie van de Phanodermatidae. De wetenschappelijke naam van de soort is voor het eerst geldig gepubliceerd in 1939 door Allgén.